# Andrzej Pilichowski-Ragno
Andrzej Pilichowski-Ragno (ur. 30 grudnia 1967 w Rzymie) – polski artysta fotografik, ilustrator książek dla dzieci. Członek rzeczywisty Związku Polskich Artystów Fotografików od 1996 (nr legitymacji 740).

## Życiorys
Ukończył studia na Wydziale Filologicznym Uniwersytetu Jagiellońskiego w Krakowie.
Był członkiem redakcji wydawanego w latach 2010–2015 pisma mówionego Gadający Pies.

## Wystawy indywidualne (wybór)
- Photogrammatica - Rzym, Włochy (1994)
- Galeria u Louisa, Kraków (1996)
- Galeria Związku Polskich Artystów Fotografików, Kraków (1996)
- Galeria Związku Polskich Artystów Fotografików, Kraków (1997)
- Galeria Alchemia, Kraków (1997)
- Piwnica Pod Baranami, Kraków (1997)
- Galeria Labirynt, Kraków (1997)
- Galeria Pauza, Kraków (2003)
- Galeria Związku Polskich Artystów Fotografików, Kraków (2004)
- Boutographie - Montpellier, Francja (2004)
- Klub „Piękny Pies”, Kraków (2006)
- Wystawa outdoorowa „KRK - Książka o Krakowie” – Warszawa, Kraków, Poznań, Wrocław, Gdańsk (2007)
- Galeria Pauza, „Obrazu ciąg dalszy”, Kraków (2008)
- Klub „Piękny Pies”, Kraków (2008)
- Galeria Olympia, „Piękni czterdziestoletni” - portrety, Kraków (2012)
- Galeria „Konsulart”, Generalny Konsulat Niemiec, ”Piękni czterdziestoletni- Literatura”, Kraków (2013)

## Wystawy zbiorowe (wybór)
- Fotoforum'93 (Patronat FIAP) – Ruzomberok, Słowacja (1993)
- Grand Passage - Genewa, Szwajcaria (1994)
- Fotoforum'94 (Patronat FIAP) – Ruzomberok, Słowacja (1994)
- Galeria Śródmiejskiego Ośrodka Kultury, Kraków (1995)
- Fax Art, Rzym, Włochy (1995)
- Camera Obscura - Rzym, Włochy (1996)
- Fotografia'97 - Pałac Sztuki, Kraków (1997)
- Jubileusz ZPAF 1947-1997 - Muzeum Historii Fotografii, Kraków; Stara Galeria ZPAF, Warszawa (1997)
- Ogólnopolskie Konfrontacje Fotograficzne - Gorzów (1998)
- Fotografia bez przeszłości - Muzeum Historii Fotografii, Kraków (2001)
- Czterech z trzynastu - Galeria Gierałtowskiego, Warszawa (2001)
- Ele mele dudki" - Ilustracja dla dzieci, Muzeum Historyczne, Kraków (2001)
- Probolonia - Galeria Lufcik,  Warszawa (2001)
- Figures Futur - Salon du Livre jeunesse, Paryż, Francja (2002)
- Light - Galeria Sztukateria, Kraków (2002)
- Polska ilustracja dziecięca - Bologna Fiere, Włochy; Tokio, Japonia (2003)
- „Z innej bajki”, wystawa dla dzieci, Zamek Sztuki, Cieszyn (2006)
- „Ilustracje dla dzieci”, Galeria Cafe Szafe, Kraków (2007)
- „City Cultures in Focus” Kraków CORT – prezentacja fotografii wykonanych w ramach  stypendium organizacji X-change Culture Science w Wiedniu (2011)
- BIB 2011 - 23 Biennale Ilustracji Bratysława (2011)
- „Magazyn Rupieci”, wystawa ilustracji, Palazzo Ducale – Genua, Włochy (2012)
- Paris Photo 2014, Grand Palais, Paryż prezentowany przez Galerie Conrads, Düsseldorf, Niemcy (2013)
- Düsseldorf Photo Weekend 2014, Galerie Conrads, Düsseldorf, Niemcy (2014)

## Nagrody i wyróżnienia
- „Probolonia” – Warszawa, galeria Lufcik – I Nagroda (kategoria: ilustracja dla dzieci) (2001)
- Wyróżnienie w konkursie „Najpiękniejsze książki roku 2004”, Targi Książki w Warszawie za „Alfabet z obrazkami” (2004)
- Pierwsza nagroda w konkursie polskiej sekcji IBBY „Książka Roku”, Warszawa za „Alfabet z obrazkami” (2005)
- Nominacja do „Najpiękniejszej książki roku 2005” za ilustracje do „Wyprawy Tapatików” Marty Tomaszewskiej (2005)
- Pierwsza nagroda w konkursie „Świat przyjazny dziecku”, Komitet Obrony Praw Dziecka, Warszawa (2006)
- Wyróżnienie w konkursie Rzecznika Praw Dziecka na plakat „ Nie ma dzieci są ludzie” (2012)
- Nominacja w konkursie „Najpiękniejszej książki roku 2013”  za ilustracje do książki „Jak Stańczyk z dworzan zażartował” Anny Chachulskiej, Wydawnictwo Zamek Królewski na Wawelu (2013)

## Publikacje w czasopismach
„Tygodnik Powszechny”, „Konteksty”, „Kraków”, „Res Publica Nowa”, „Film”, „Cinema”, „Charaktery”, „Playboy”, „Elle Deco”, „Zoom International”, „Przekrój”, „Artphoto”, „Pozytyw”, „Nick Magazine”, „Świerszczyk” i in. 